# Sergio Spuri
Sergio Spuri (Fabriano, 3 giugno 1962) è un allenatore di calcio ed ex calciatore italiano, di ruolo portiere.

## Carriera

### Giocatore
Cresce nelle giovanili dell'Anconitana, club che lo fa esordire all'età di diciassette anni nel campionato di Serie C1 della stagione 1979-1980, dove i dorici retrocessero. Negli anni successivi diventa titolare, conquistando nel 1982 il campionato di C2 e il ritorno in terza serie.

Spuri (in piedi, primo da sinistra) nel Chieti 1989-1990

Nella stagione 1983-1984 viene chiamato al Verona di Osvaldo Bagnoli a fare il secondo di Claudio Garella. Gioca solo le partite preliminari della Coppa Italia dove gli scaligeri arrivano in finale, perdendola contro la Roma. L'annata seguente consacra i gialloblù campioni d'Italia, e il portiere fabrianese può fregiarsi del tricolore giocando appena 10' a Bergamo.
Nella stagione 1986-1987 fa il vice con la maglia dell'Udinese, con le zebrette che retrocedono. Negli anni successivi veste le maglie della Jesina, del Chieti, dell'Aquila con cui vince il torneo di C2 e del Gualdo, prima di approdare alla Vis Pesaro dove nel 1995 vince il Campionato Nazionale Dilettanti.
Chiude la sua carriera alla Maceratese dove viene allenato da un suo ex compagno di squadra al Chieti, Giovanni Pagliari. A Macerata, dove gioca anche con Stefano Colantuono, dopo aver vinto il campionato dilettantistico del 1996 perde, l'anno successivo, la finale play-off contro il Livorno per accedere in C1.

### Allenatore
Nella seconda metà degli anni duemila allena il Gualdo, vincendo nel 2007 il campionato umbro di Promozione, e la Pergolese di Pergola nel torneo marchigiano di Eccellenza.

## Palmarès

### Giocatore

#### Club

##### Competizioni nazionali
- Campionato italiano: 1

Verona: 1984-1985
- Campionato italiano Serie C2: 1

Anconitana: 1981-1982 (girone B)
- Campionato Interregionale: 1

L'Aquila: 1991-1992 (girone F)
- Campionato Nazionale Dilettanti: 2

Vis Pesaro: 1993-1994 (girone E)
Maceratese: 1995-1996 (girone F)

### Allenatore

#### Club

##### Competizioni nazionali
- Campionato di Promozione: 1

Gualdo: 2006-2007 (girone A)